# 370
| 370                |
| ------------------ |
| Dødsfald - Fødsler |
|                    |

| Gregoriansk kalender | 370 CCCLXX              |
| Ab urbe condita      | 1123                    |
| Armensk kalender     | I/T                     |
| Kinesiske kalender   | 3066 – 3067 己巳 – 庚午 |
| Etiopisk kalender    | 362 – 363               |
| Jødisk kalender      | 4130 – 4131             |
| Hindukalendere       |                         |
| - Vikram Samvat      | 425 – 426               |
| - Shaka Samvat       | 292 – 293               |
| - Kali Yuga          | 3471 – 3472             |
| Iransk kalender      | 252 BP – 251 BP         |
| Islamisk kalender    | 260 BH – 259 BH         |

Se også 370 (tal)